# مادموازل فی‌فی
مادموازل فی‌فی (انگلیسی: Mademoiselle Fifi) یک فیلم در ژانر درام و جنگی به کارگردانی رابرت وایز است که در سال ۱۹۴۴ منتشر شد.

## بازیگران
- سیمون سیمون
- جان امری
- آلن نیپی‌یر
- فرانک مایو
- جیسون روباردز سینیور
- نورما واردن